# Belgrad-Arena
Die Belgrad-Arena (serbisch-kyrillisch Београдска арена) ist die derzeit größte Mehrzweckhalle im südosteuropäischen Staat Serbien und eine der größten in Europa. Sie befindet sich im Belgrader Stadtbezirk Novi Beograd. Von 2004 bis zur Umbenennung als Werbeträger für das Kombank-Kreditinstitut 2012 hieß sie Belgrad-Arena. Von 2017 bis 2024 trug die Halle den Sponsorennamen Štark-Arena, nach dem Lebensmittelhersteller Štark. Seit April 2024 heißt die Halle wieder Belgrad-Arena.
Die Belgrad-Arena ist eine multifunktionelle Arena mit einer Spielfläche von 48.000 m². Je nach Veranstaltung bietet sie zwischen 18.000 und 25.000 Zuschauern Platz. Insgesamt besitzt die 70 Mio. Euro teure Halle 18.386 Sitzplätze. Darin sind die insgesamt 860 Plätze der 70 Luxus-Logen enthalten. Sie kann für Basketball, Handball, Volleyball, Tennis, Futsal, Eishockey, aber auch für Konzerte und diverse Veranstaltungen aus kulturellen Bereichen, genutzt werden. Neben zahlreichen internationalen Sportveranstaltungen, wurde u. a. auch 2008 der 53. Eurovision Song Contest in der Belgrad-Arena veranstaltet.

## Lage

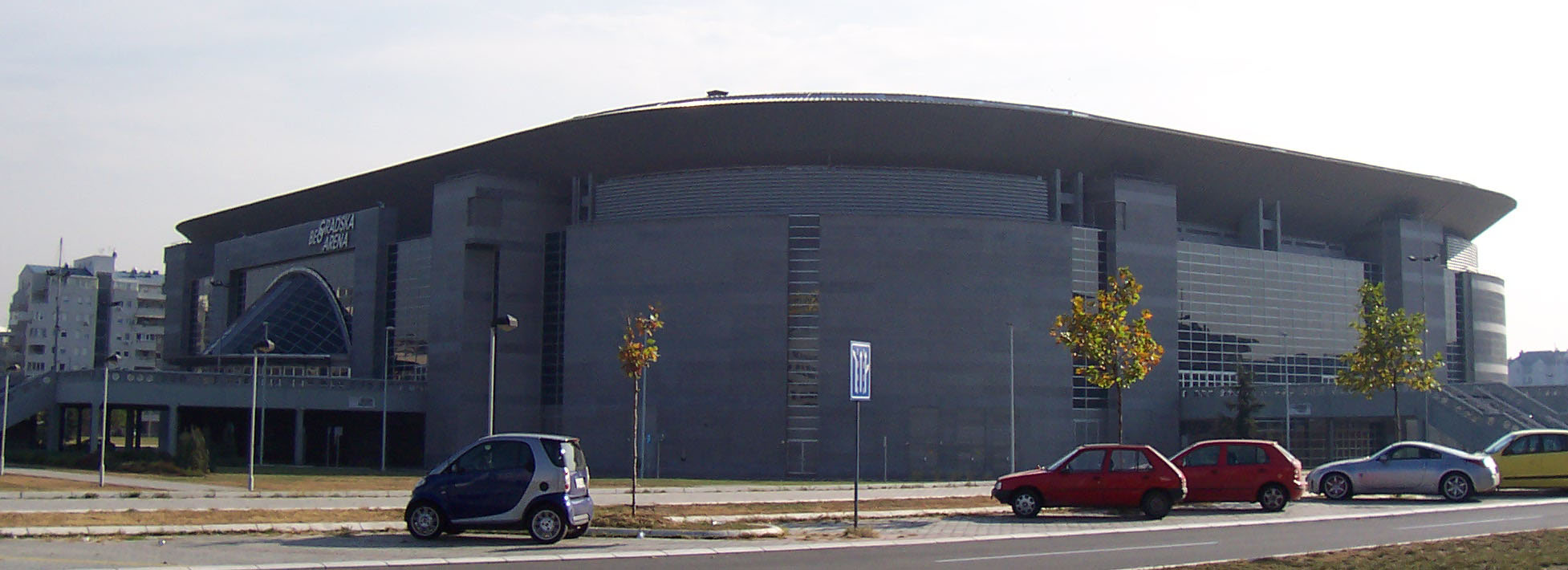
Štark-Arena von Nordwesten

Die Belgrad-Arena befindet sich im auf der linken Save-Seite gelegenen Stadtteil Novi Beograd, etwa vier Kilometer südwestlich des Stadtzentrums. In der Nähe der Arena führt die Autobahn Šid–Preševo (Europastraßen 70 und 75) vorbei. Vom Nikola-Tesla-Flughafen zur Arena sind es etwa 11 Kilometer.

## Geschichte
Nach dem Baubeginn der Arena wurden Sanktionen gegen die Bundesrepublik Jugoslawien verhängt, woraufhin der Bau gestoppt wurde. Kurz danach wurde die Stadt 1999 im Rahmen der Operation Allied Force durch NATO-Truppen bombardiert. Nach einem Wechsel der politischen Führung des Landes wurde die Arena 2004 fertiggestellt.

### Bau

#### Entwurf und Baubeginn
1989 plante Belgrad die Durchführung der Basketball-Weltmeisterschaft 1994. Die einzige Bedingung war, dass die Stadt eine neue Basketball-Arena bauen musste. Sofort begann man mit einem Wettbewerb für das beste Design. Die neue Arena sollte eine Mindestkapazität von 20.000 Sitzen aufweisen. Der Entwurf vom Belgrader Architekten Vlada Slavica gewann.
1991 wurde der Blok 25 in Novi Beograd als Standort für das Bauvorhaben ausgesucht. Doch das Projekt stand unter Zeitdruck, da in den verbleibenden drei Jahren bis zur Weltmeisterschaft die gesamte Arena-Infrastruktur gebaut werden musste. Ein Team von 135 Unternehmen wurde zusammengesetzt, zwei Architekten entwarfen das Dach der Arena. Im gleichen Jahr begann der Bau der Arena. Man bildete eine Partnerschaft mit der US-amerikanischen Unternehmen HOK Sport Venue Event, die einige Erfahrung mit dem Bau von Sport-Objekten hatte. Mit dem Zerfall Jugoslawiens und den Sanktionen gegen die Bundesrepublik Jugoslawien wurde die Zusammenarbeit beendet, aber selbst während dieser Zeit wurde der Bau an der Arena fortgesetzt.

#### Sanktionen und Baustopp
1993 gab es eine Rekordinflation. Als Teil der Sanktionen durch die Vereinten Nationen wurde Belgrad die Austragung der Basketballweltmeisterschaft 1994 entzogen. Nach dieser Sanktion der FIBA wurde der Bau trotzdem fortgesetzt, auch wenn er sich wegen mangelndem Baumaterials noch mehr verlangsamte, bis er 1995 komplett stoppte.

#### Fortsetzung der Bauarbeiten und NATO-Bombardement
Erst 1998 wurde der Bau fortgesetzt, da Belgrad als Veranstaltungsort der Tischtennis-Weltmeisterschaft 1999 ausgesucht wurde. Zu dieser Zeit war die Dachkonstruktion der Arena schon fast komplett fertig und der Bau der Fassade war begonnen. Wegen der Bombardierung der Stadt durch die NATO im Zuge des Kosovo-Kriegs 1999 entfiel auch die Tischtennis-Weltmeisterschaft.

#### Fertigstellung
Nach dem Wechsel der Regierung der Bundesrepublik Jugoslawien im Jahre 2000 wurden alle Sanktionen aufgehoben und die Arena 2004 fertiggestellt. Im selben Jahr fand der Basketball-Diamond Ball 2004 und 2005 die Basketball-Europameisterschaft in der Arena statt.

### Eröffnung
2005 gab es viele Sportveranstaltungen und Konzerte in der Arena. Sie wurde immer beliebter und bekannter, man begann mit den Arbeiten an einem automatisierten System für Brandschutz und es wurden Aufzüge installiert. Alle Arbeiten, mit denen das Stadion europäische Standards erreichen sollte, wurden im November 2006 beendet. In der Zwischenzeit fanden keine Veranstaltungen statt. Am 4. November 2006 wurde die damalige Belgrad-Arena wiedereröffnet.

#### Veranstaltungen

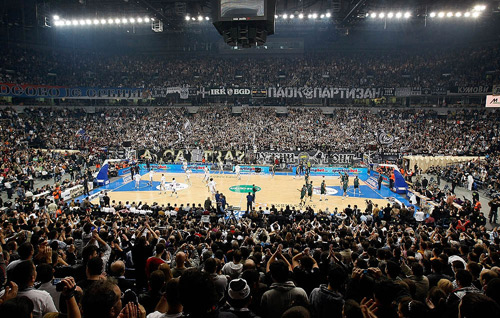
KK Partizan Belgrad gegen Panathinaikos Athen in der ULEB Euroleague 2008/09

Die meistbesuchte Veranstaltung war das Konzert von Zdravko Čolić im Oktober 2005. Etwa 25.000 Menschen wurden in der Arena untergebracht. Die meistbesuchte Veranstaltung eines internationalen Stars war das Konzert des US-amerikanischen Rappers 50 Cent im November 2006. Damals besuchten 18.000 Menschen das Konzert.
Am 26. März 2014 wurde beim EuroCup-Spiel zwischen den Basketballmannschaften von Crvena zvezda Belgrad und Budiwelnik Kiew mit 24.232 Zuschauern ein neuer europäischer Besucherrekord für ein in einer europäischen Halle ausgetragenes Spiel zweier Klub-Mannschaften aufgestellt.

#### Name
Im Februar 2007 wollte der serbische Basketballtrainer Božidar Maljković die Arena nach dem serbischen Basketballcoach Aleksandar Nikolić benennen. Er rief eine Initiative ins Leben und präsentierte der Stadtverwaltung und Präsident Boris Tadić seinen Vorschlag, dem jedoch nicht gefolgt wurde. 2016 erhielt die Pionir-Halle den Namen Aleksandar-Nikolić-Halle. Am 20. Juni 2012 unterzeichneten die Kombank (Komercijalna banka) und die Betreiber einen Sponsoringvertrag, nachdem die Bank bei einer öffentlichen Ausschreibung das höchste Angebot abgegeben hatte. Seit September 2012 trägt die Halle für vorerst fünf Jahre ihren Namen. Die Einnahmen aus dem Vertrag wurden u. a. für die Renovierung verwendet. Nach Auslaufen des Vertrages wurde im Oktober 2017 der in Belgrad ansässige Lebensmittelhersteller Štark Namensgeber der Halle, die darauf Štark-Arena hieß. Seit dem 4. April 2024 hat die Veranstaltungshalle ihren alten Namen Belgrad-Arena zurück.

## Veranstaltungen

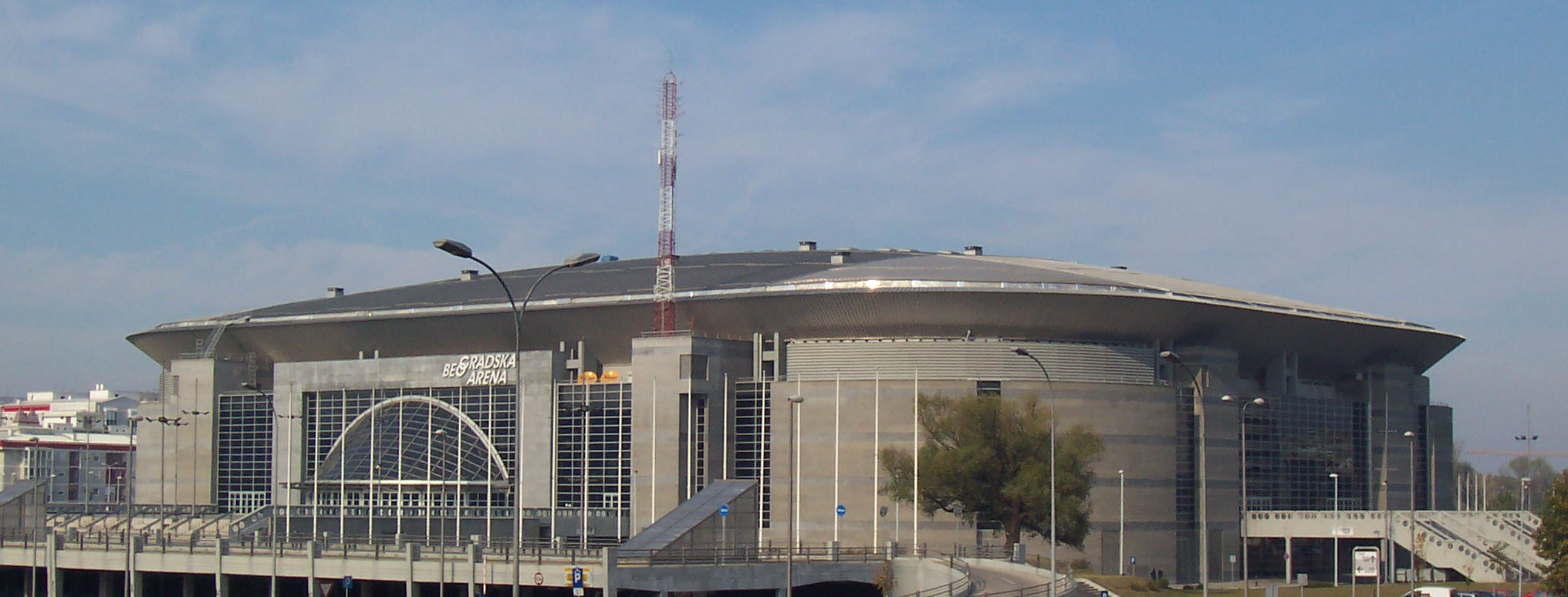
Die Arena von Südosten aus gesehen

Die erste Veranstaltung in der Arena war eine Kampagne der politischen Partei Socijalistička Partija Srbije zur Wahl im Jahre 2000 in der Bundesrepublik Jugoslawien. Die erste offizielle Veranstaltung war das Konzert von 50 Cent am 6. November 2006. Zu den größten Veranstaltungen in der Arena gehörten Sportveranstaltungen wie die Basketball-Europameisterschaft 2005, Volleyball-Europameisterschaft der Männer 2005, Tischtennis-Europameisterschaft 2007 und die Judo-Europameisterschaften 2007. 2016 wurden in der Arena in einem temporären Schwimmbecken die Wasserball-Europameisterschaften ausgetragen, im Frühjahr 2017 fanden die 34. Leichtathletik-Halleneuropameisterschaften in der Arena statt. Im Mai 2018 ging das Final Four der EuroLeague 2017/18 (Basketball) in der Belgrader Arena über die Bühne. Dafür wurde u. a. in einen neuen Videowürfel, eine Beschallungsanlage und LED-Beleuchtung investiert. Im Mai 2022 war die Arena Austragungsort der „Final Four“ der EuroLeague 2021/22. Im September 2022 wurden in der Štark-Arena die Ringer-Weltmeisterschaften abgehalten.
Es fanden Konzerte von nationalen, sowie internationalen Künstlern wie 50 Cent, Rammstein, David Copperfield, Rihanna, Phil Collins, Eric Clapton, Guns N’ Roses, The Chemical Brothers, Eros Ramazzotti, Andrea Bocelli, Alicia Keys, Beyoncé Knowles und Shakira statt. Im Mai 2008 fand in der Belgrad-Arena der Eurovision Song Contest 2008 statt. Dazu wurde ein neuer Multimedia-Raum im Februar desselben Jahres gebaut. Am 21. Mai 2011 fand zum ersten Mal die Tanzveranstaltung Sensation in der Arena statt.